# 小沼廣幸
小沼 廣幸（こぬま ひろゆき、1953年 - ）は、日本出身の国際公務員、農学博士。国際連合食糧農業機関事務局長補兼アジア太平洋局長や、アジア工科大学院学長上級顧問、明治大学国際連携機構特任教授、シーナカリンウィロート大学客員教授を務めた。タイ王冠勲章受章。

## 人物・経歴
東京都生まれ。1976年に明治大学農学部（農芸化学）卒業後、筑波大学大学院生命環境科学研究科博士前期課程修了。1976年から北海道の酪農実験牧場で開発等に従事したのち、1977年から1979年まで国際協力事業団青年海外協力隊員としてシリアに赴任。1980年国際連合食糧農業機関畜産アソシエート・エキスパート。1983年国際連合難民高等弁務官事務所ジャララクシ難民キャンプ所長兼プログラム・オフィサー。
1985年国際連合食糧農業機関アフリカ地域事務所企画官。1989年国際連合食糧農業機関ローマ本部農業事業部プロジェクト管理運営官。1996年国際連合食糧農業機関バングラデシュ常駐代表兼バングラデシュ事務所長。1999年国際連合食糧農業機関アジア太平洋地域事務所事業部長。2003年国際連合食糧農業機関アジア太平洋地域事務所次長。
2010年国際連合食糧農業機関事務局長補兼アジア太平洋局長。2014年筑波大学博士（農学）。2017年タイ王冠勲章受章。2018年一般社団法人アジア自立支援機構設立、同代表理事。アジア工科大学院学長上級顧問、明治大学国際連携機構特任教授や、明治大学アセアンセンター長、シーナカリンウィロート大学客員教授も務めた。2018年度AATESA Outstanding Leader Award受賞。

## 著書
- 『めざせ、世界のフィールドを : 国際公務員の仕事』岩波ジュニア新書 1997年